# Хову-Акси
Сільське поселення (сумон) Хову-Акси (рос.: Хову-Аксы ) входить до складу Чеді-Хольського кожууна Республіки Тива Російської Федерації. Відстань до с.Хову-Акси 0 км, до Кизила — 82 км, до Москви — 3948км.

## Населення
Населення сумона станом на 1 січня року
| Рік    | 2011 | 2012 | 2013 | 2014 | 2015 |
| ------ | ---- | ---- | ---- | ---- | ---- |
| Насел. | 3668 | 3648 | 3592 | 3677 | 3713 |